# Von Rosen (adelsätt)
von Rosen är en svensk friherrlig och grevlig adelsätt
Gammal medeltida adlig ätt från Baltikum. Modernare forskning gör gällande att ätten har gemensamt ursprung med ätten von Buxhoeveden och härstammar från trakterna norr om Bremen i Tyskland. Företrädare för ätten framträdde i mitten av 1200-talet i Livland och Estland såsom vasaller till konungen av Danmark och biskopen av Riga. I Livland tillhörde medlemmarna riddarklassen på 1200-talet. En känd släkten och stamfader var Theodericus de Ropa från Niedersachsen som kom till Livland 1203. Ättens första sigill från 1292 föreställer tre rosor.
Äldste kände dokumenterade medlem är en Helmoldus de Luneborg, vilken 1224 var korsfarare i Livland och 1225 deltog i erövringen av Wierland. Hans sonson var lantrådet i Harrien och Wierland tillika danska riksrådet Woldemar von Rosen (nämnd 1282 och levde 1305). Ätten förgrenade sig med tiden i ett flertal linjer. De svenska släktgrenarna tillhör linjen Hochrosen. Deras gemensamme stamfader är ryttmästaren i svensk tjänst, Robert von Rosen (född senast 1595 och död 1629/30) till bl.a. Sonorm i Ampels socken i Estland och Schönangern i Rauge socken i Livland.
Hans ättlingar i fjärde led, de tre bröderna, kaptenen vid Dalregementet sedermera generalmajoren Otto Wilhelm von Rosen (1711–1799), kaptenen Fredric Johan von Rosen (1709–1761), och kornetten vid Livregementet till häst sedermera majoren Axel Didric von Rosen (1717–1801), naturaliserades tillsammans genom kunglig resolution den 12 mars, år 1746 av Fredrik I. De introducerades den 6 juli år 1752 under nummer 1905. Axel Didrics ättegren utgick den 20 juni, år 1813 och Fredric Johans den 9 november, år 1857, varvid den adliga ätten utgick.
Emellertid hade Otto Wilhelm von Rosen upphöjts i friherrlig värdighet den 13 september, år 1772  på Stockholms slott av Gustav III och introducerades den 5 september, år 1776 under nuvarande nummer 290. Den yngre grenen är bosatt i Frankrike och ätten har gemensamt ursprung med grevliga ätten von Rosen nr 85. Robert von Rosen hade en ättling i tredje led, generalmajoren av infanteriet sedermera riksrådet Gustaf Fredric von Rosen (1688–1769). Han naturaliserades genom kunglig resolution given den 14 december, år 1724 i Stockholm av Fredrik I och introducerades den 9 oktober, år 1726 under nuvarande nr 1790.
Han upphöjdes vidare i friherrlig värdighet genom kunglig resolution given den 14 juni, år 1731 i Stockholm av Fredrik I och introducerades samma år den 19 juni under nr 208, varvid den adliga ätten utgick.
Enligt vissa uppgifter skulle även Gustaf Fredrics två bröder, lantrådet Hans von Rosen (1685–1767) och ritterschaftshauptmannen Erich Dietrich von Rosen (1689–1735), också blivit upphöjda till friherrar. Av riksdagshandlingarna 1731 framgår dock att så inte var fallet.
Gustaf Fredric upphöjdes vidare i grevlig värdighet genom kunglig resolution given den 22 november, år 1751 i Stockholm av  Adolf Fredrik. Han introducerades den 6 augusti, år 1752 under nr 85, varvid den friherrliga ätten utgick.
Ätten är inte befryndad med den adliga ätten von Rosen af Kardina, ätten von Rosén, ätten von Rosen nr 1790 (utslocknad 1731) eller den ointroducerade adliga ätten von Rosen (från Stralsund).

## Blasonering
| ”                                                                         | hwar wid han kommer att bibehålla deβ förra Adeliga Stam-Wapen, med följande förbättrning, nämligen: Ofwan på Skölden wisa sig Twänne emot hwarannan wände öppne, och med Friherre Kronor krönte Torner-Hjelmar, samt emellan dem en Friherrlig Krona. Uppå den Högra Hjelmen upspringa Twänne Hermeliner af naturlig Färg på hwardera sidan af Sex På-fogels Fjädrar, Trenne nederst wid Hjelmen, och de öfrige Trenne der ofwanföre stäldte, hwilket är denne Ättens förra Hjelm-prydnad: Men uppå den wänstra Hjelmen äro Twänne utslagne Wingar, wäxelwis midt i tu fördelte af Rödt och Guld, mellan hwilka sträcker sig en Blå Mur, hwaröfwer Trenne Femuddige Stjernor af Silfwer bjelkewis bredewid hwarannan lysa. Skölden hålles till Höger af en Gyllende Grip, och till Wänster af ett Gyllende Leijon, bägge tillbaka seende, stående på en Röd Piedestal; Alldeles som detta Wapen med sina rätta färgor här hos afmåladt finnes | „ |
| – Friherrebrevet i original, RHA. Transkription: Göran Mörner, 2016-05-21 | |   |

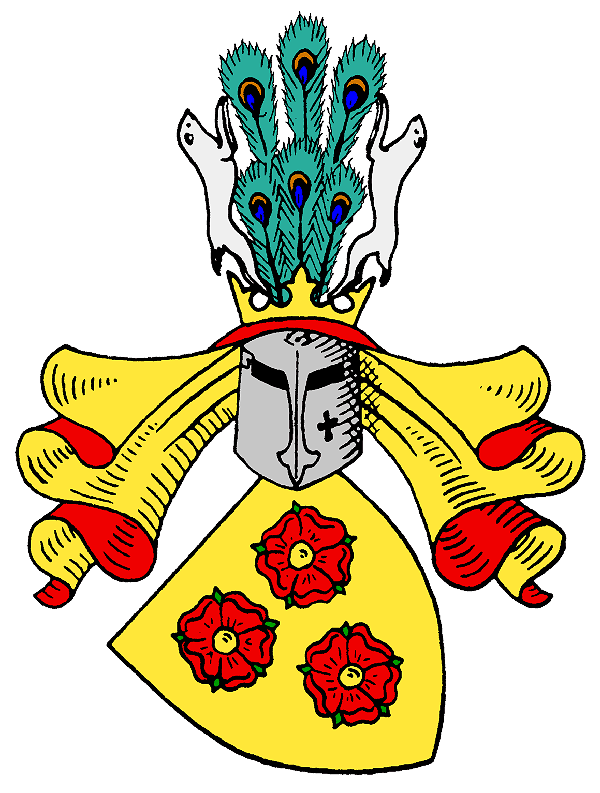
Sköldmärke

## Personer ur ätten von Rosen (i kronologisk ordning)
- Robert von Rosen (ryttmästare) (före 1595–omkring 1630)
- Reinhold von Rosen (död 1667)
- Gustaf Fredrik von Rosen (1688–1769)
- Fredrik Ulrik von Rosen (1731–1793)
- Gustaf Fredrik von Rosen (1758–1815)
- Robert Magnus von Rosen (1762–1825), militär och diplomat
- Axel von Rosen (1773–1834)
- Adolf Eugène von Rosen (1797–1886), ”de svenska järnvägarnas fader”
- Gustaf Fredrik von Rosen (1803–1871)
- Robert von Rosen (kammarjunkare) (1807–1884)
- Fredrik von Rosen (1818–1892)
- Carl Gustaf von Rosen (1824–1909)
- Axel von Rosen (1834–1917)
- Conrad von Rosen (1835–1913)
- August von Rosen (1838–1922)
- Carl von Rosen (1841–1898)
- Georg von Rosen (1843–1923), konstnär
- Fredrik von Rosen (1849–1917)
- Gustaf von Rosen (1849–1922)
- Gösta von Rosen (bruksägare) (1855–1937)
- Reinhold von Rosen (1865–1946), general
- Clarence von Rosen (1867–1955)
- Eugène von Rosen (1870–1950)
- Henrik von Rosen (1870–1940)
- Gustaf von Rosen (1872–1955)
- Eric von Rosen (1879–1948)
- Pontus von Rosen (1881–1951)
- Otto von Rosen (1884–1963)
- Mary von Rosen (1886–1967)
- Hans von Rosen (1888–1952)
- Reinhold von Rosen (konstnär) (1894–1961)
- Gustaf-Fredrik von Rosen (1895–1956)
- Adolf von Rosen (1898–1954)
- Hugo von Rosen (1900–1962)
- Eric von Rosen (1902–1967)
- Elsa von Rosen (1904–1991)
- Björn von Rosen (1905–1989)
- Carl Gustaf von Rosen (1909–1977)
- Birgitta Wolf (1913–2007)
- Elsa-Marianne von Rosen (1924–2014)
- Maud von Rosen (född 1925)
- Christer von Rosen (1928-2015)
- Jan-Carl von Rosen (1929–2016)
- Michael von Rosen (född 1939)
- Anna von Rosen (född 1956)
- Astrid von Rosen (född 1964)